# Hémignathe nukupuu
Hemignathus lucidus
Espèce
Statut de conservation UICN

 EX  : Éteint
L'Hémignathe nukupuu (Hemignathus lucidus) est une espèce d'oiseau de la famille des Fringillidae.

## Systématique
Le nom scientifique complet (avec auteur) de ce taxon est Hemignathus lucidus M.H.K.Lichtenstein, 1839.
Ce taxon porte en français le nom vernaculaire ou normalisé suivant : Hémignathe nukupuu.
Hemignathus lucidus a pour synonymes :
- Hemignathus lucidus subsp. lucidus
- Heterorhynchus lucidus (Lichtenstein, 1839)